# اچ‌ام‌اس رالی (۱۸۷۳)
اچ‌ام‌اس رالی (۱۸۷۳) (به انگلیسی: HMS Raleigh (1873)) یک کشتی بود که طول آن ۲۹۸ فوت (۹۱ متر) بود. این کشتی در سال ۱۸۷۳ ساخته شد.